# Ranunculus hawaiensis
Ranunculus hawaiensis A. Gray – gatunek rośliny z rodziny jaskrowatych (Ranunculaceae Juss.). Występuje endemicznie w Stanach Zjednoczonych, na Hawajach. 

## Morfologia
PokrójBylina o lekko owłosionych pędach. Dorasta do 50–200 cm wysokości.
LiścieZłożone z segmentów o kształtach od owalnego do lancetowatego. Mierzą 5–7 cm długości oraz 4–7 cm szerokości. Brzegi są nieregularnie klapowane lub ząbkowane.
KwiatySą zebrane w wierzchotki. Pojawiają się w kątach pędów. Działki kielicha mają kształt od owalnego do lancetowatego i dorastają do 5–6 mm długości. Mają od 5 do 10 owalnych i żółtych płatków o długości 7–10 mm.
OwoceNiełupki o owalnym, prawie okrągłym kształcie i długości 5 mm. Tworzą owoc zbiorowy – wieloniełupkę o jajowatym kształcie.

## Biologia i ekologia
Rośnie na łąkach i w zaroślach. Występuje na wysokości od 1800 do 2000 m n.p.m.